# For All We Know
«For All We Know» es una canción popular escrita para la película de 1970, Lovers and Other Strangers, por Fred Karlin, Robb Wilson (Robb Royer) y Arthur James (Jimmy Griffin). Fue originalmente interpretada por Larry Meredith.
Fue escuchada por Richard Carpenter de The Carpenters durante un evento de relajación en las películas mientras estaban de gira. Carpenter decidió que sería ideal para el dúo. Se volvió un hit para ellos en el año 1971, alcanzando el número tres en las listas Billboard Hot 100 de sencillos y fue número uno por tres semanas en los listados de easy listening.
La canción ganó el Academy Award for Best Original Song, pese a que a The Carpenters no les permitieron interpretar la canción en la ceremonia ya que no habían aparecido en una película. A su petición, la canción fue interpretada por la cantante británica Petula Clark. Clark interpretó la canción en concierto el 6 de febrero de 1983 en tributo a Karen Carpenter, quien había muerto dos días antes.
De acuerdo a Richard, el oboe de la intro era originalmente una guitarra. Se habían topado con José Feliciano en un restaurante, el cual era un gran fan y quería tocar en una de sus canciones. Fueron a un estudio y esa introducción fue ideada por José mediante el uso de la guitarra acústica. Al día siguiente, sin embargo, Richard recibió una llamada telefónica del mánager de José declarando que lo que grabó José debía ser retirado de la grabación. Richard hizo como lo solicitaron, y reemplazó la introducción de guitarra con el oboe.
En 1972, Richard y Karen aparecieron en el Special London Bridge Special de Tom Jones, donde interpretaron una repetición de "For All We Know". Nunca fue lanzado al público hasta el año 2000, con el lanzamiento de The Singles: 1969–1981.

## Posicionamiento
| Listas                      | Posición alcanzada |
| --------------------------- | ------------------ |
| Canadian Singles Chart      | 7                  |
| UK Singles Chart            | 18                 |
| US Billboard Hot 100        | 3                  |
| US Billboard Easy Listening | 1                  |

Nota
- Lanzada como un doble lado A con "Superstar" en el Reino Unido.

## Versiones publicadas
- Joey Albert
- John Arpin
- Shirley Bassey
- Bettie Serveert
- Carol Burnett
- The Carpenters
- Vikki Carr
- Petula Clark
- Richard Clayderman
- Perry Como
- Sammy Davis Jr.
- George Duke
- Nicki French
- Astrud Gilberto
- Stephane Grappelli
- Fred Karlin
- Rolf Kuhn
- Johnny Mathis
- Matt Monro
- Tony Mottola
- Peter Nero
- Emile Pandolfi
- George Shearing
- Joanie Sommers
- Mary Stallings
- Jerry Vale
- Billy Vaughn
- Dionne Warwick
- Andy Williams
- Gary Wilson
- Frances Yip
- Milva
- Donny Hathaway
- Dancing Mood